# Gaua
Cet article possède des paronymes, voir Goa, GOI, Gois, Gowa et Gwa.
Gaua [gawa] (autrefois appelée Santa Maria,) est une île volcanique des îles Banks, dans le nord de l'archipel du Vanuatu.

## Géographie

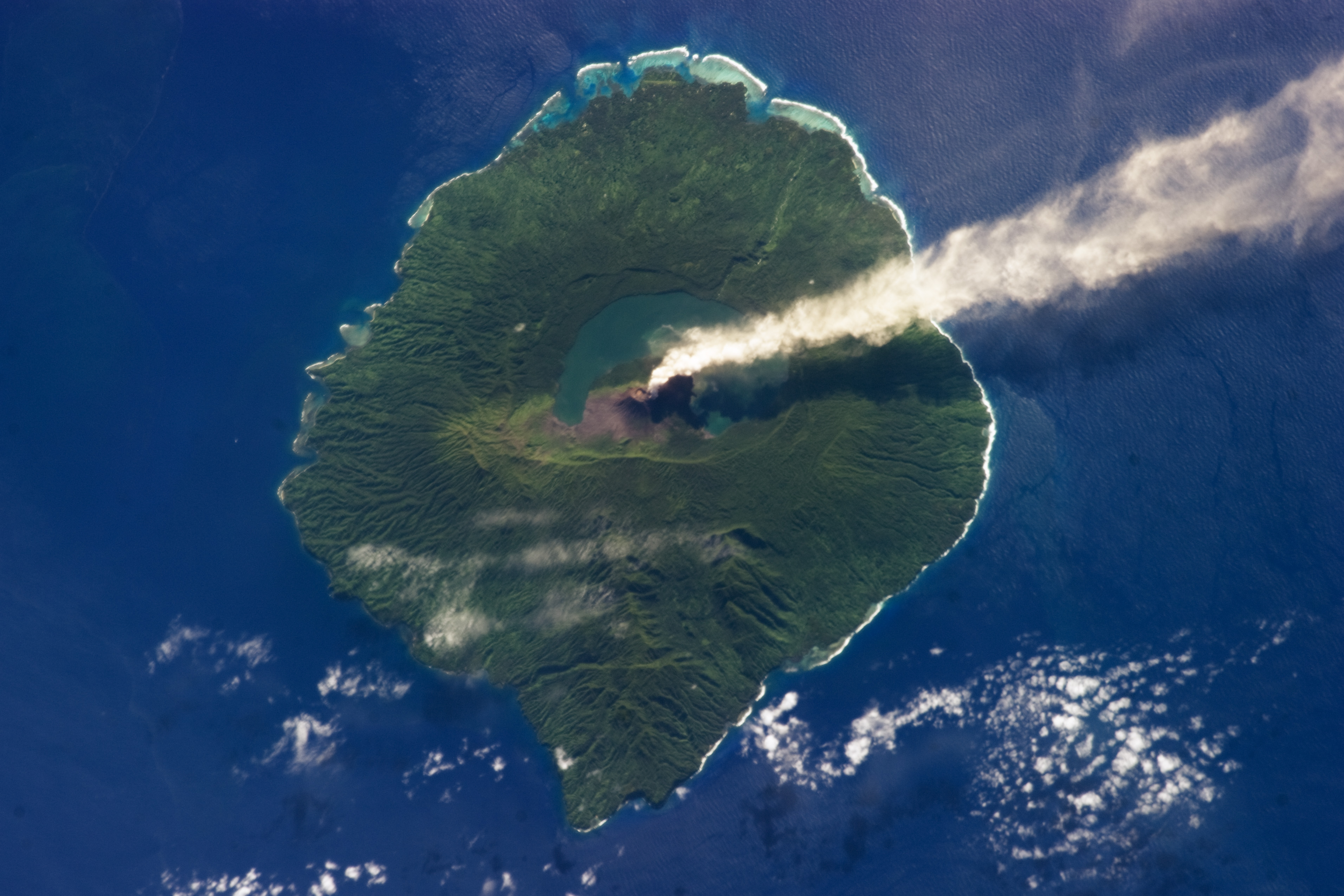
Image satellite de Gaua avec le mont Gharat en éruption émettant un panache volcanique le 31 mai 2013.

Gaua est une île de 328,2 km2 de superficie et de forme grossièrement circulaire avec 76,4 kilomètres de côtes. En son centre se trouve une caldeira de vingt kilomètres de diamètre partiellement occupée par le lac Letas, le plus grand du Vanuatu, ainsi que le cône volcanique du mont Gharat, point culminant de l'île avec 797 mètres d'altitude,. Ce volcan actif est en éruption depuis le 27 septembre 2009 à la date du 29 août 2010. Cette éruption produit des explosions d'indice d'explosivité volcanique de 2 avec des nuées ardentes et des panaches volcaniques s'élevant à quelques kilomètres d'altitude ce qui entraîne des évacuations des populations menacées.

## Histoire
Parmi toutes les îles du Vanuatu, Gaua fut la première qui fut découverte, en 1606, par le navigateur portugais Pedro Fernández de Quirós. Ce dernier la baptisa Santa Maria, nom sous lequel l'île fut connue du monde occidental jusqu'à la fin du XIXe siècle. Le nom vernaculaire Gaua (en langue mota) fut employé pour la première fois en 1891 par l'anthropologue Robert Codrington, dans son ouvrage The Melanesians. 
L'histoire récente de Gaua inclut une quinzaine d'éruptions de son volcan, depuis la première recensée en juillet 1962, jusqu'à la dernière en date, qui s'est déclenchée le 27 septembre 2009.

## Démographie
Le dernier recensement sur Gaua fait état de 2 491 habitants en 2009. Ces habitants parlent cinq langues océaniennes : le nume, le dorig, le koro, le lakon et le mwerlap (également parlé à Mere Lava). Une sixième langue, l’olrat, s’est éteinte en 2009.